# Hugues de Lasteyrie
Hughes de Lasteyrie du Saillant (Paris, 7 décembre 1948 - id. 13 juillet 2007) est un financier français basé à Bruxelles, Belgique, mort d'un infarctus foudroyant à l'âge de 58 ans.
Marié à Sylviane Trudon des Ormes, il vivait en Belgique depuis 1998.

## Carrière
Hughes de Lasteyrie commence sa carrière au sein de la banque BNP puis dans le groupe Louis Dreyfus avant d'aider Bernard Arnault à acquérir Boussac. 
Hughes de Lasteyrie a mené une activité d'investisseur activiste consistant à prendre des parts d'entreprises avec un potentiel boursier (par exemple, Dynaction), à faire pression sur la direction de l'entreprise pour mettre en œuvre des mesures destinées à améliorer le cours boursier et à toucher la plus value,. 

## Affaire Rhodia
Il était l'administrateur de Valauret S.A, et connu pour son implication dans l'affaire Rhodia, aux côtés d'Édouard Stern. L'affaire Rhodia est née d'une perte importante lors d'une prise de participation d'Hugues de Lasteyrie, lequel a agi contre les dirigeants de l'entreprise pour recouvrer ses fonds perdus.
Il meurt brutalement le lendemain d'une réunion avec le commissaire de la brigade financière chargée de l'enquête diligentée à la suite de ses plaintes et de celles du financier Édouard Stern (assassiné à son domicile à Genève en mars 2005) à l'encontre de Rhodia et de ses dirigeants, notamment pour fraude et abus de biens sociaux. Cette réunion qu'Hughes de Lasteyrie avait qualifiée, en raison des révélations faites par la police, de « très productive », avait pour objet de faire le point sur l'état d'avancement de l'affaire Rhodia.
Cette affaire, qui met en cause des personnalités du monde politique et des affaires, fait encore à ce jour[Quand ?] l'objet de procédures judiciaires.

## Famille
Issu d'une ancienne famille noble du Limousin qui possède le château du Saillant (Corrèze) depuis le XIVe siècle, Hugues de Lasteyrie était le petit-fils de Charles de Lasteyrie du Saillant, qui fut ministre des finances de 1922 à 1924.

## Voir aussi

Armoiries de la famille de Lasteyrie du Saillant.